# مستشفى رفيق الحريري الجامعي
مستشفى رفيق الحريري الجامعي المعروف سابقًا باسم مستشفى جامعة بيروت الحكومية (BGUH) - هو أكبر مستشفى حكومي لبناني، يقع في ضواحي جنوب بيروت، تبلغ سعة المبنى الرئيسي للمستشفى 544 سريرًا، ويتألف من سبعة طوابق وثلاث مبانٍ ملحقة وفندق يتكون من 50 سريراً وأربع فيلات تستضيف مهاجع الموظفين والعيادات الخارجية والخدمات الإدارية، ويتبع المستشفى الجامعة اللبنانية.

## التاريخ
في 2 شباط / فبراير 1979 قررت الحكومة اللبنانية بناء مستشفى حكومي بسعة 500 سرير على ملكية مملوكة للدولة في بير حسن في بيروت، وقد استند القرار إلى دراسات فنية التي أجراها وزير الصحة ووزير الأشغال العامة والنقل، ولكن بسبب ظهور الحرب الأهلية اللبنانية التي أضعفت قطاع الرعاية الصحية العامة بشكل كبير تأجل مشروع البناء حتى عام 1995،  عندما وضع رئيس الوزراء حينها رفيق الحريري حجر الزاوية وتم الانتهاء من البناء في عام 2000،  وافتتح المستشفى في 2 أغسطس 2004 بتكلفة 121 مليون دولار أمريكي.

## عن المستشفى
في فبراير 2016 وقع مستشفى «رفيق الحريري الجامعي» مع اللجنة الدولية للصليب الأحمر بمشاركة وزارة الصحة العامة اتفاقية تعاون حول الجراحة المتخصصة في إصابات الأسلحة النارية والمتفجرات ومعالجة الحالات الطارئة، بحضور الدكتور هيكل فغالي ممثلاً عميد كلية الطب في الجامعة اللبنانية، ونائب عميد كلية الطب في الجامعة اللبنانية البروفسور يوسف فارس، وتهدف الاتفاقية إلى «تخصيص جناح داخل مستشفى رفيق الحريري الجامعي لإقامة مركز يعنى بإصابات الحروب وتقديم العلاج الجراحي الطارئ والترميمي المناسب لجميع جرحى الحرب».
ساهمت هذه الشراكة في تقديم المساعدة المالية لأكثر من 5000 مريض وفي ضمان الحصول على رعاية صحية جيدة لهم. كما ساهمت في تنفيذ 25 مشروعاً لإعادة تأهيل بعض أقسام المستشفى، أهمها تعزيز السلامة وتحسن نظام التهوئة والتبريد والتعقيم.

## روابط خارجية
- مستشفى رفيق الحريري الجامعي